# Angelo Trimarco
Angelo Trimarco (Catanzaro, 8 aprile 1941 – Salerno, 4 novembre 2024) è stato un critico d'arte, giornalista e filosofo italiano.

## Biografia
Angelo Trimarco, critico e teorico dell'arte, fu professore emerito di Storia della critica d'arte. Dopo aver conseguito la laurea nel 1966 in Filosofia all'Università degli Studi di Napoli "Federico II" con una tesi in estetica, iniziò a collaborare con Filiberto Menna, allora docente all'Università di Salerno. La proposta critica di Menna rappresenta un dichiarato riferimento nel percorso di ricerca di Trimarco, particolarmente attento ad analizzare il sistema dell’arte della modernità e dei suoi più recenti mutamenti. Dal 1971 al 2011 Trimarco insegnò Storia della critica d’arte all’Università di Salerno dove dal 1993 al 2002 è Preside della Facoltà di Lettere e Filosofia. Accanto all’impegno accademico, Trimarco ha mantenuta viva la sua partecipazione al dibattito che ha accompagnato, dagli anni ’60 del secolo scorso in poi, gli itinerari dell'arte e della critica pubblicando numerose monografie, saggi e cataloghi e curando mostre. Giornalista pubblicista, scrisse dagli anni Sessanta su quotidiani e riviste specializzate e nel 1979 è stato condirettore dell’emittente televisiva salernitana Telecolore. Particolarmente significativa la collaborazione, iniziata nel 1965 e ancora attiva, con il quotidiano Il Mattino: per questo giornale ha seguito per molti anni la vivace scena espositiva napoletana, come documentano gli articoli raccolti nel volume Napoli ad arte. Nel 1986 è stato commissario alla Quadriennale Nazionale d’Arte e, nel 1993, alla Biennale arti visive di Venezia. È stato dal 2006 al 2016 Presidente della Fondazione Filiberto Menna di Salerno. Ha diretto diverse collane di arte e di critica d'arte tra cui "Scenari dell'arte" per Guerini editore e con Stefania Zuliani "Il sistema dell'arte" per le Edizioni la Città del Sole. Fu socio fondatore della SISCA, Società italiana di Storia della Critica d’Arte. I suoi scritti sono tradotti nelle principali lingue europee. Fin dagli anni Settanta la riflessione critica di Angelo Trimarco si è contraddistinta per il rigore teorico e per l’attenzione al contributo che la psicoanalisi e il pensiero filosofico possono offrire nell’interpretazione dell’opera d’arte, del suo valore linguistico e della sua funzione nel contesto sociale. Particolarmente vicino alle esperienze dell’arte concettuale e alle questioni che riguardano l’arte pubblica e il rapporto fra l’arte e l’abitare, Trimarco, che alla nozione di opera d’arte totale (Gesamtkunstwerk) ha dedicato un importante volume, negli anni del suo insegnamento ha formato generazioni di studiosi e curatori tra i quali Stefania Zuliani, Antonello Tolve, Eugenio Viola, Maria Giovanna Mancini e Maria De Vivo.

## Opere

### Monografie
- L'inconscio dell'opera. Sociologia e psicoanalisi dell'arte, Officina Edizioni, Roma, 1974.
- Itinerari freudiani. Sulla critica e la storiografia dell'arte, Officina Edizioni, Roma, 1979.
- La parabola del teorico. Sull'arte e la critica, Edizioni Kappa, Roma, l982.
- Surrealismo diviso, Officina Edizioni, Roma, 1984.
- Confluenze. Arte e critica di fine secolo, Guerini, Milano, 1990.
- (ES) Confluencias. Arte y crítica en la postmodernidad, Madrid, Julio Ollero Editor-Instituto de Estética, l991.
- Il presente dell'arte, prefazione di G. Dorfles, Siracusa, Tema Celeste Edizioni, l992.
- Materiali critici, Loffredo Editore, Napoli, 1993.
- Napoli ad arte 1985/2000, Editoriale Modo, Milano, 1999.
- Opera d'arte totale, Luca Sossella Editore,Roma, 2000.
- L'arte e l'abitare, Editoriale Modo, Milano, 2001.
- Napoli. Un racconto d’arte 1954/2000, Editori Riuniti, Roma, 2002.
- Post-storia. ll sistema dell’arte, Editori Riuniti, Roma, 2004.
- Galassia. Avanguardia e postmodernità, Editori Riuniti, Roma, 2006.
- Filiberto Menna. Arte e critica d’arte in Italia. 1960/1980, La Città del Sole, Napoli, 2006.
- Ornamento. Il sistema dell’arte nell’epoca della megalopoli, Mimesis, Milano-Udine, 2009.
- M.R. De Rosa, M. Passaro, A. Trotta e S. Zuliani (a cura di), Surrealismo. Scritti 1970-2010, Napoli, Paparo Edizioni, 2011.
- Italia 1960-2000. Teoria e critica d'arte, Paparo Edizioni, Napoli, 2012.
- La parabola del teorico. Sull'arte e la critica, introd. di S.Zuliani, Arshake, Roma, 2014.
- Le carte dell’arte: forme della scrittura autobiografica, Euno, Leonforte, 2017.
- S. Zuliani (a cura di), Italia 1960 - oltre il Duemila. Teoria e critica d'arte, Napoli, Paparo Edizioni, 2021.

### Saggi in volume
- Dall'arte culturale all'arte fatta "a macchina", in L'uomo e la macchina, vol. 2, Torino, Edizioni di Filosofia, 1967,  pp. 159-161.
- Ragioni di una rilettura, in F. Alquié, Filosofia del surrealismo, trad. it. di L. Primicile Carafa, pp. 11-23, Rumma editore, Salerno, 1970.
- Joan Miró, in Studi sul Surrealismo, premessa di F. Menna, pp. 493-530, Officina Edizioni, Roma, 1976.
- Pittura, costruzione, produzione, in N. Tarabukin, Per una teoria della pittura, trad. it. di A. Tellini, pp. 7-29, Officina Edizioni, Roma, 1979.
- L’iconologia oltre la semiotica?, in E. Mucci, P. L. Tazzi, (a c. di), Teoria e pratiche della critica d’arte, pp. 152-162, Feltrinelli, Milano, 1979.
- La critica, la decostruzione, in A. Verdiglione (a c. di), L’arte la psicoanalisi, pp. 214-219, Feltrinelli, Milano, 1979.
- Il motto di spirito, il poetico, in A. d’Agostino (a c. di), Effetto Lacan, pp. 83-88, Lerici, Roma, 1979.
- Sulla critica interminabile, in A. Bonito Oliva (a c. di),  Autonomia e creatività della critica, pp. 109-119, Lerici, Roma 1980, 1980.
- A proposito dell’ultimo Freud: intorno al significato, in M. Calvesi (a c. di), Giorgione e la cultura veneta tra ‘400 e ‘500, pp. 152-162, De Luca Editore, Roma, 1981.
- Elogio della figurazione, in L. Giordano (a c. di), Sanguineti. Ideologia e linguaggio, pp. 103-108, Metafora Edizioni, Salerno, 1991.
- La scrittura e la cucina, in S. Sinisi, (a c. di), Scritti in onore di Filiberto Menna, pp. 233-243, Bulzoni Editore, Roma, 1991.
- I segni della pittura, in M. Di Maio (a c. di), Roland Barthes. Teoria e scrittura, pp. 113-123, ESI, Napoli, 1992.
- Le “armi improprie” di Italo Cremona, in S. Sinisi (a c. di), Miti e figure dell’immaginario simbolista, pp. 67-77, Edizioni Costa & Nolan, Genova, 1992.
- Semplicemente arte, in L. Vergine (a c. di), Arte: utopia o regressione?, pp. 85-87, Mazzotta, Milano, 1992.
- L’avanguardia e il design, in A. De Angelis ( a cura di), Storia e storie – Le storie parallele, ne edizioni, Napoli, 1994.
- La pittura: naufragi e terraferma, in M. De Maio (a cura di), Naufragi. Storia di un’avventurosa metafora, pp. 119-125, Guerini, Milano, 1994.
- La follia. Per esempio Leonora Carrington, in M. T. Chialant e E. Rao (a c. di), Per una topografia dell’altrove, pp. 37-47, Liguori Editore, Napoli, 1995.
- Ai confini del vero e del falso, in F. M. Grillo (a c.di), La poetica del falso: Max Aub tra gioco ed impegno, pp. 33-41, ESI, Napoli, 1995.
- Il dono della ragione, in U. Todini, Pasolini e l’antico, pp. 249-253, ESI, Napoli, 1995.
- La pittura e la vita, in F. Abbate e F. Scricchia (a c. di), Napoli, L’Europa. Ricerche di storia dell’arte in onore di Ferdinando Bologna, pp. 311-314, Donzelli, Roma, 1995.
- Fine secolo, più rassicurazione che follia, in L. Vergine (a c. di), La scena del rischio. Follia e rassicurazione nelle arti di oggi, pp. 64-66, Umberto Allemandi, Torino, 1998.
- Considération sur Manet, in L. D’Alessandro et A. Marino (sous de la direction), Michel Foucault. Trajectoires au coeur du présent, pp. 271-280, L’Harmattan, Paris, 1998.
- Appunti in catalogo, in S. Zuliani (a c. di), Il Catalogo 1968-1998, pp. 11-22, edizioni Il Catalogo, Salerno, 1998.
- Postfazione, in F. Menna, Mondrian, nuova edizione ampliata, a cura di P. De Martino e A. T., prefazione di G. C. Argan, pp. 153-168, Editori Riuniti, Roma, 1999.
- A fior di pelle, in C. Gily Redia (a cura di), Frammenti di mondo. 30 sguardi sulla pubblicità, pp. 41-43, Editoriale Scientifica, Napoli, 1999.
- Gli slittamenti della critica, in V. Terraroli, F. Varallo, L. De Fanti (a c. di), L’arte nella storia. Contributi di critica e storia dell’arte per Gianni Carlo Sciolla, pp. 45-50, Skira editore, Milano, 2000.
- A. Bonito Oliva, A. M. Nassisi (a c. di), Estetiche della globalizzazione, pp. 69-78, manifesto libri, Roma, 2000.
- Premonizione, in E. Villa, Critica d’arte 1946-1984, a cura di A, De Luca, pp. 153-168, La Città del Sole, Napoli, 2000.
- Era di giugno, a Losanna. Post-Human, in M. T. Chialant (a c. di), Incontrare i mostri. Variazione sul tema nella letteratura e cultura inglese e angloamericana, pp. 249-254, Editoriale Scientifiche Italiane, 2002.
- L’arte come pratica decostruttiva, in A. Cuomo (a c. di), Architettura Arte Museo, pp. 42-44, , Gangemi Editore, Roma, 2004.
- La città, l’abitare, in A. F. Mariniello (a c. di), Quattro incontri sul confine. Architettura, poesia, arte, cinema, critica, pp. 223-233, Aracne editrice, Roma, 2005.
- Spazio della vita, teatralizzazione, arte povera, in S. Zuliani (a c. di), Figure dell’Arte 1950-2000, pp. 46-53, Editoriale Modo, Milano, 2005.
- in Lea Vergine, Le parole dell’arte, pp. 261-271, , Il Saggiatore, Milano, 2008.
- Freud. Sull’arte e la critica, oggi, in R. Conforti (a c. di), La psicoanalisi tra scienze umane e neuroscienze. Storia, alleanza, conflitti, pp. 665-670, Rubbettino Editore, Soveria Mannelli, 2006.
- Le stazioni, il museo, in S. Zuliani (a c. di), Il museo all’opera. Trasformazioni e prospettive del museo d’arte contemporaneo, , pp. 49-57, Bruno Mondadori, Milano, 2006.
- L’arte pubblica come figura dell’abitare, in E. Cristallini (a c. di), L’arte fuori dal museo. Saggi e interviste, pp. 47-57, Gangemi Editore, Roma, 2008.
- La critica d’arte contemporanea 1970-2000, in V. Terraroli (editor), L’arte del XX secolo. 1969-1999 Neoavanguardie, postmoderno e arte globale, pp. 284-297, Skira, Milano, 2009.
- La vita come opera d’arte. Per esempio Salvador Dalì, in S. Zuliani (a c. di), In prima persona. Scritti d’artista e critica d’arte, pp. 61-78, La Città del Sole, Napoli, 2009.
- Domenico Morelli, Il Grand Tour in Europa, l’“arte moderna”, in S. Labarbera (a c. di), Enrico Mauceri (1969-1966): storico dell’arte tra conneisseurship e conservazione, pp. 67-75, Flaccovio, Palermo, 2009.
- Magritte. “L’arte pittorica” come “arte della somiglianza”, in A. Bonito Oliva (a c. di), Enciclopedia delle arti contemporanee. I portatori del tempo, pp. 189-191, Electa, Milano, 2010.
- Il controdiscorso dell’arte e la questione del soggetto, in A. Bonito Oliva, A. T. (a c. di), Filiberto Menna. Il progetto moderno dell’arte, pp. 23-33, Bruno Mondadori, Milano, 2010.
- Le “style nouveau”. L’ornament, in Annamaria Laserra (dir.), Album Belgique, P. I. E. Peter-Lang, pp. 103-111, Éditions scientifiques internationales, Bruxelles, 2010.
- Kitsch e museificazione, in M. Carboni (a c. di), Divenire di Gillo Dorfles, pp. 125-137, Castelvecchi, Roma, 2010.
- Postfazione. Il pensiero dell’asimmetrico, in A. Tolve, Gillo Dorfles. Arte e critica d’arte nel secondo Novecento, pp. 153-156, La Città del Sole, Napoli, 2005.
- Foucault, Manet e la pittura del XX secolo, in P. Balmas, A. Capasso (a c. di), Omaggio ad Achille Bonito Oliva. Arte e le teorie di turno, pp. 261-270, Electa, Milano, 2011.
- Annisessanta. Lo stato della critica d’arte in A. Dentale, C. Esposito (a cura di), Transiti d’arte dall’avanguardia al contemporaneo, pp. , pp. 290-291, Guida, Napoli, 2011.
- Amalfi. “Arte povera più azioni povere”, in G. Celant (a c. di), Arte povera 2011, pp. 204-211, Electa, Milano, 2011.
- Il campus dell’arte, in E. Sicignano, I campus di Fisciano e Lancunsi, p. 19, Gangemi Editore, Roma, 2011.
- Per un ritratto (di gruppo), in R. D’Andria, Da Taide al MMMAC. Sui materiali minimi, contributi di G. Dorfles e A. T, pp. 11-14, Edizioni MMMAC, 2011.
- S. Martelli e F. Vitelli (a cura di), La casa come autoritratto, in Il guscio della chiocciola. Studi su Leonardo Sinisgalli, con la collaborazione di G. Dell’Aquila e L. Pesola, New York, Forum Italicum Publishing Stony Brook, 2012,  pp. 327-330.
- Il “tempo ritrovato”, l’alterità, la megalopoli, in A. Bonito Oliva (a c. di), Enciclopedia delle arti contemporanee. Il tempo interiore, pp. 126-153, Electa, Milano, 2013.
- C’era una volta l’atelier (e c’è ancora), in S. Zuliani (a c. di), Atelier d’artista. Gli spazi di creazione dell’arte dall’età moderna al presente, pp. 73-83, Mimesis edizioni, Milano-Udine, 2013.

- La modernità non è “rimodernamento”, caro Ojetti, in L. Reina e N. Acafora (a c. di), Alfonso Gatto. L’uomo, il poeta, pp. 25-30, Liguori, Napoli, 2014.
- Riconsiderando la cartografia del virtuale, in P. Giannangeli e A. Tolve (a c. di), L’età soffice. Teoria e pratica dell’arte nell’epoca dei new media, pp. 55-72, Quodlibet, Macerata, 2014.
- Ai confini della parola e della pittura, in Tomaso Binga, Scritture viventi, a cura di A. Tolve S. Zuliani, pp. 104-106, Plectica, Salerno, 2014.
- L’arte come sistema, il museo, la trasformazione della vita, in N. Tarabukin, L’ultimo quadro. Dal cavalletto alla macchina, trad. it. di A. Tellini, pp. 126-153, Castelvecchi, Roma, 2015.
- Gli anni Settanta. Sociologia dell’arte e “rivoluzione surrealista”, in In ricordo di Alfredo De Paz, DAR Dipartimento delle Arti Alma Mater Studiorum, pp. 61-70, Università di Bologna, Bologna, 2015.
- Introduzione. Una scrittura senza aggettivi, in F. Menna, Cronache dagli anni Settanta. Arte e critica d’arte 1970-1980, a cura di A. Tolve e S. Zuliani, pp. 7-12, Quodlibet, Macerata, 2017.
- Storicismo, strutturalismo, teoria e critica d’arte, in C. Galassi (a c. di), Critica d’arte e tutela in Italia: figure e protagonisti nel secondo dopoguerra, pp. 53-66, Aguaplano, Passignano sul Trasimeno, 2017.
- Un grande pensatore e ricercatore napoletano, in L. Lorizzo (a c. di), L’Italia di Julius von Schlosser, pp. 29-40, , De Luca editore d’Arte, 2018.
- Prefazione. L’artista educatore, l’apertura all’ “estraneità dell’altro”, in C. Brunetti, A Tolve, (a c. di), Il sistema degli artisti. Collezioni, conservazione, cura e didattica nella pratica artistica contemporanea, pp. 9-16, Mimesis, Milano-Udine, 2019.
- Una visita allo studio di Carlo Alfano, in N. Martino e A. Tolve (a c. di) Filiberto Menna “progettare” il futuro, con una nota di Tomaso Binga, pp. 19-20, Arshake, Roma, 2019.
- Premessa, in M. Maiorino, L’artista come archeologo. Uno scavo nell’arte italiana del XXl secolo, pp. 10-12, , Arshake, Roma, 2020.
- Un uomo elegante, un gallerista di ampie vedute, in Studio Trisorio una storia d’arte 1974-2019, p. 361, Electa, Milano, 2020.
- Postilla. La questione Villa-Sanguineti, in L. Lorizzo, A. Amendola, D. Salvatore, a cura di, Lo sguardo di Orione. Studi di storia dell’arte per Mario Alberto Pavone, pp. 127-130, De Luca Editori d’Arte, Roma, 2020.

### Pubblicazioni
- RA3 arte e azioni povere ad Amalfi, in Made In, novembre 1968.
- Arte povera e azioni ad Amalfi, in Flash Art, novembre-dicembre 1968,  p. 4.
- La poetica di André Breton, in Rivista di Studi Salernitani, gennaio-giugno 1969,  pp. 61-80.
- Biennale/ricerca, in Op. cit., settembre 1970,  pp. 51-59.
- Scienza e antropologia dell’urbano, in Marcatré, 1970,  pp. 96-109.
- Art in Revolution. Arte e design sovietici 1917-1927, in Op. cit., marzo 1971,  pp. 82-90.
- Duchamp e le tecniche del corpo, in Proposta, n. 2-3, 1973.
- L’arte dopo la filosofia (una riflessione), in Proposta, n. 8-9, 1973,  pp. 36-41.
- Jung. Arte, linguaggio, archetipi, in NAC, n. 12, 1974,  pp. 15-17.
- Il surrealismo rivisitato, in Bollettino di Storia dell’arte, n. 1, Università degli Studi di Salerno, 1974.
- Arte (come linguaggio) e desiderio, in Quadrangolo, n. 4, 1975,  pp. 85-88.
- Una volta c’era il corpo e la tautologia ora la memoria, in le arti, gennaio 1975.
- Gombrich e i limiti dell’iconologia, in Quadrangolo, n. 8/9, 1976,  pp. 105-117.
- L’architettura povera, in Art Dimension Art. International review d’arts, giugno 1976.
- Bataille e la 'svolta' di "Tel Quel", in Op. cit., settembre 1977,  pp. 44-70.
- Baudelaire. La "fatuità" del moderno, in Figure. Teoria e critica dell’arte, n. 1, 1982,  pp. 102-109.
- Il pubblico, il museo, la città, in Figure. Teoria e critica dell’arte, n. 2-3, 1982,  pp. 97-100.
- Per Leonardo Sinisgalli, in Campo, luglio-dicembre 1982,  pp. 80-83.
- Dalla ‘ruminazione’ dei guerrieri greci all''insonnia' dell’estate romana, in Op. cit, gennaio 1982,  pp. 22-31.
- Saxl. La storia dell’arte, in Figure. Teoria e critica dell’arte, n. 4, 1983.
- New Surrealism, in Flash Art, dicembre 1985,  pp. 97-100.
- Arte oggi: concettualismo e tendenze costruttive, in Op. cit., settembre 1986,  pp. 35-45.
- Enrico Castellani, in Flash Art, novembre 1986,  pp. 23-27.
- Per la costruzione del nuovo, in Alfabeta, giugno 1987.
- L’uscita dal postmoderno, in Figure. Teoria e critica dell’arte, aprile 1988,  pp. 27-37.
- La pratica critica, in Figure. Teoria e critica dell’arte, agosto 1988,  pp. 57-63.
- Morte a Venezia, in Op. cit., settembre 1988,  pp. 38-42.
- Biennale del Sud. Rassegna d’arte contemporanea, in Op. cit., settembre 1988,  54-56.
- L’arte del consumo, in Vogue pelle, maggio/giugno 1988,  p. 168.
- Uscire dal Novecento. Un passo oltre i sogni e le utopie della modernità, in Tema Celeste. Arte Contemporanea, novembre-dicembre 1990,  p. 23.
- Tommaso Durante, in Arti, Art Today, march-april 1992,  pp. 174-176.
- Maurizio Colantuoni, in Artforum, april 1992,  p. 106.
- Alberto Burri, in Tema Celeste. Arte contemporanea, aprile-maggio 1995,  p. 75.
- Giulio Turcato, in Tema Celeste. Arte contemporanea, aprile-maggio 1995,  p. 79.
- Odio gli slip, amo le zip, in Modo. Rivista internazionale di cultura del progetto, maggio 1996,  pp. 68-69.
- Lo stato dell’arte, in Modo. Rivista internazionale di cultura del progetto, agosto-settembre 1997,  pp. 47-53.
- Aspettando Venezia, in Tema Celeste. Arte Contemporanea, marzo-aprile 1997,  pp. 92-93.
- Anish Kapoor, in Modo. Rivista internazionale di cultura del progetto, marzo-aprile 1997,  p. 75.
- (FR) La critique dans le temps du virtuel, in Ligeia. Dossiers sur l’art, luglio-dicembre 2003,  pp. 238-241.
- Arte pubblica. Architettura e arte tra progettualità politica e capacità imprenditoriale, in Segno. Attualità Internazionale d’Arte Contemporanea, gennaio/febbraio 2008,  pp. 69-70.
- Pasquale Villari. “Dipingere con la penna", in Annali di critica d’arte IX, vol. I, 2013,  pp. 43-55.
- Questo nostro bizzarro itinerario», in Un poeta in prosa. Alfonso Gatto, Cronache del piacere (1957-1958), a cura di E. Ajello, in Sinestesie». Rivista di studi sulle letterature e le arti europee, 2013,  pp. 417-420.

### Presentazioni in catalogo
- Personale di Gianni Colombo, Libreria Guida, Napoli, 1968.
- Pietro Lista, Galleria linea, Salerno, 1968.
- Enzo Mari e il paradosso del design, New Design, Salerno, l968.
- in Grafica del Cobra. Alechinsky, Appel, Corneille, Jorn, New Design, Salerno, 1968.
- Arte povera più azioni povere, Rumma editore, Salerno, 1969.
- Una riflessione sulla pittura, la fotografia (e su Fabio Donato), in Fabio Donato, Napoli, Anonima Castelli, l975.
- Aleksandr Michailovic Rodcenko, Salerno, Il Laboratorio, l975.
- Riccardo Dalisi. Architettura-scrittura, Lia Rumma, Napoli, 1976.
- Per Narciso/Alfano, in Carlo Alfano, Galerie Art in Progress, München, 1976.
- In-Arch, Centro Di, Firenze a, 1977.
- S. Vecchio, Natura morta, Il Laboratorio Edizioni, Napoli, 1980.
- Pino Musi. Maschere e persone, Edizioni 10/17, Salerno, 1983.
- Rara Avis dell’immagine, della scrittura, Trisorio, Napoli, 1986.
- Rooted rhetoric. Una tradizione dell’arte americana, Quadeiennale, Roma, 1986.
- Arte di Nuove immagini e di Nuovi materiali, in Undicesima Quadriennale d’Arte di Roma, La Città del Sole, Napoli, 1986.
- Plastica, Electa Napoli, Napoli, 1990.
- XLV Esposizione Internazionale d’Arte, Marsilio, Venezia, 1993.
- Riccardo Dalisi, Edizioni 10/17, Salerno, 1993.
- Hermann Nitsch, O. M. Theater, edizioni Morra, Napoli, 1994.
- Le costanti nell’arte, Galleria Lia Rumma, Napoli, 1994.
- A. Mendini (a c. di), Artinmosaico, , Skira editore, Milano, 1996.
- M. Picone Petrusa (a c. di), Geometria e Ricerca 1975-1980, Suor Orsola Benincasa, Napoli, 1996.
- Luigi Mainolfi, Umberto Allemandi, Torino-Londra, 1996.
- Michele Zaza, Ali di Hölderlin, A. V. Shchusev States Research Museum of Architecture, Moscow, 1996.
- Matters of the end of the century, in P. Woodlin, California State University, Los Angeles, 1997.
- L’opera d’arte, in A. Bonito Oliva (a c. di),  Minimalia. Da Giacomo Balla a…, Bocca Editori, Roma, 1997.
- M. Bignardi e L. Finizio (a c. di), Il tesoro delle Banche. Pittura e scultura in Italia 1915-1945, Electa Napoli, Napoli, 1997.
- Artecinema. Rassegna Internazionale di Film sull’arte contemporanea, Electa Napoli, Napoli, 1997.
- Tommaso Durante, Le rose di Paestum, Villa Gotti, Anacapri, 1997.
- in A. M. Pugliese, Eros, Istituto Universitario Suor Orsola Benincasa, Napoli, 1997.
- in G. Dorfles, M. C. Di Geronimo (a c. di),  Il Tuffatore, MMMAC, Paestum, 1998.
- in Fabio Donato, The Wanderer, Altrastampa, Napoli, 1998.
- V. Trione e S. Zuliani (a c. di), Fabbrica delle arti, artisti, filosofi, designer, nuovi artigiani, edizione La Fabbrica del Lunedì, Napoli, 1998.
- Trittico. Mastroianni Uncini Perez,, Certosa di San Lorenzo, Padula, 1999.
- M. C. Di Geronimo, P. Lista (a c. di), Paladino a Paestum, MMMAC,Paestum, 1999.
- Fabio Mauri. La meva cosina Marcella i la guerra civil, Fundacio “la Caixa”, Barcelona, 1999.
- Esposito Pulcinella (e il comico), in Lello Esposito, Pietro Laveglia editore, 1999.
- Giulio Turcato, Opere su carta 1945-1986, Galleria Paola Verrengia, Salerno, 1999.
- Trenta opere senza centro, in Achille Perilli, I distorti e le argille 1996-1998, Galleria Paola Verrengia, Salerno, 1999.
- Un lungo incanto, in Sergio Vecchio, Pittore di Paestum 1999 d. C, , Edizioni Ripostes, Salerno-Roma, 1999.
- Renato Barisani, un gioco, un’avventura, un viaggio, Fabbrica del Lunedì, Napoli, 1999.
- Carlo Alfano. Sulla soglia, Edizioni Charta, Milano, 2001.
- La “natura” dell’incisione, in Peter Willburger1978-1998, edizioni Menabò, Salerno, 2001.
- in Lucio Del Pezzo. Alfabeto di segni e di sogni, Editoriale Modo, Milano, 2001.
- G. Pisani, B. Forte, Via Crucis, Silvana Editoriale, Milano, 2002.
- in Playgrafie. Tomaso Binga Giovanni Fontana Lamberto Pignotti, Galleria Paola Verrengia, Salerno, 2002.
- Living Theatre. Labirinti dell’immaginario, Edizione Morra, Napoli, 2003.
- Gianni Pisani. Figure dell’autobiografia, Edizione Morra, Napoli, 2003.
- Anna Sargenti, Bianco è anima, Quik Interactive Network, Napoli, 2003.
- Global Warhol, cat. della mostra, a cura di M. Panepinto, , Electa, Milano, 2003.
- Global Warhol,  progetto e direzione di A. Bonito Oliva, Santa Sofia, Salerno, 2004.
- S. Zuliani (a c. di), La costruzione del nuovo. Salerno 1966-1976. Documenti Immagini Testimonianze, Edizioni 10/17, Salerno, 2005.
- Obiettivo Napoli. Luoghi memorie immagini, Electa Napoli, Napoli, 2005.
- Mainolfi, , edizioni Menabò, Salerno, 2005.
- L Haegy (a c. di), Napoli presente, Electa Napoli, Napoli, 2005.
- in A. M. Bonnet, G. Fonseca, S. Lacagnina, V. Riera, E. Viola (a cura di), Fate presto. 5 artisti per 5 curatori in emergenza, Grafica Metelliana, Cava dei Tirreni, 2008.
- in A. Rispoli, E. Viola (a c. di), Sistema binario, , Paparo editore, Napoli, 2008.
- in S. Zuliani (a c. di), Filiberto Menna, La linea analitica dell’arte contemporanea, Electa, Milano, 2009.
- G. Celant, Arte povera storia e storie, Milano, Electa, 2011.
- S. Zuliani (a c. di), La mostra è aperta. Artisti in dialogo con Harald Szeemann, Electa Napoli, Napoli, 2012.
- A. Tolve e S. Zuliani (a c. di), L’intervallo necessario. Artisti in dialogo con Gillo Dorfles, , Fondazione Filiberto Menna, Salerno, 2012.
- A. Tecce (a c. di), Rewind. Arte a Napoli 1980-1990, edizioni arte’m, Napoli, 2014.
- ,  in A. Tolve e S. Zuliani (a c. di), Tempo imperfetto. Sguardi presenti sul museo archeologico provinciale di Salerno, Fondazione Filiberto Menna, Salerno, 2015.
- La Galleria Inesistente. Pratiche artistiche di un gruppo anonimo tra gli anni ’60 e ’70, Franco Angeli, Milano, 2015.
- A. Viliani (a c. di), Lucio Amelio. Dalla Modern Art Agency alla genesi di Terrae Motus Documenti, opera, una storia (1965-1982), Electa, Milano, 2016.

## Mostre curate
- Ricognizione cinque, galleria Einaudi, Salerno, 1968[7]
- Sculture. Riccardo Dalisi, Palazzo Reale, Scuderie, Napoli, 1997
- Trittico. Mastroianni Uncini Perez, Certosa di San Lorenzo e Centro storico, Padula, 1999
- Il Bosco Sacro dell’Arte. Arti e giovani in dialogo nel Real Bosco di Capodimente, Real Bosco di Capodimonte, Napoli, 1999
- Renato Barisani 1950-2000, Castel dell’Ovo, Napoli, 2000
- Peter Willburger. 1978-1998, Palazzo Reale, Napoli, 2001
- Lucio Del Pezzo. Alfabeto di segni e di sogni, Castel dell’Ovo, Napoli, 2002
- Gianni Pisani. Figure dell’autobiografia, Castel dell’Ovo, Napoli, 2003